# 아이치현 미술관

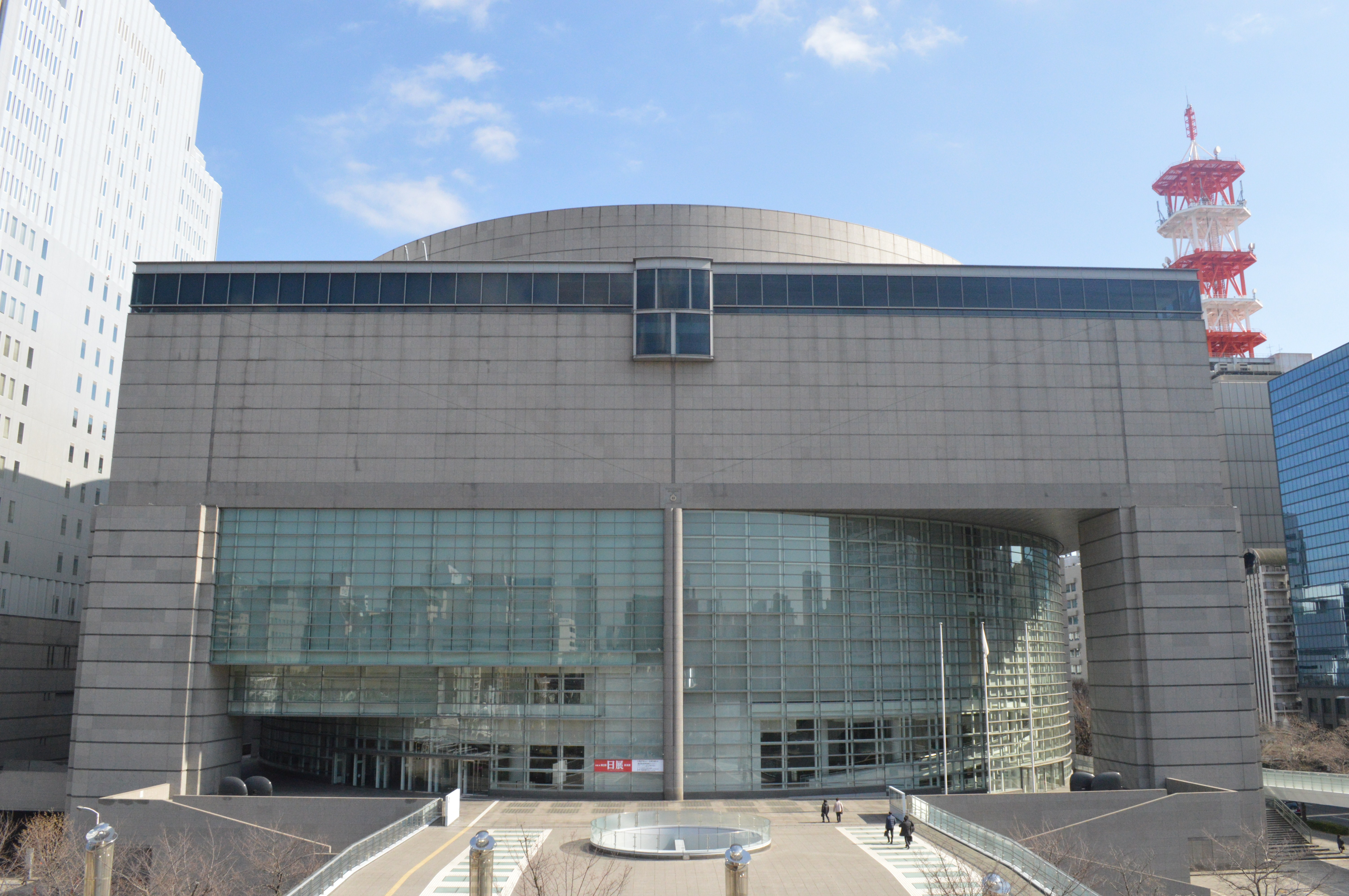
아이치 예술 문화 센터 10층에 위치해 있는 아이치 현 미술관

아이치 현 미술관(일본어: 愛知県美術館 아이치켄비쥬쓰칸[*], Aichi Prefectural Museum of Art)는 일본, 아이치현, 나고야시 히가시구에 아이치 예술 문화 센터 10층에 있는 미술관이다.